# Rimae Vasco da Gama
Le Rimae Vasco da Gama sono una struttura geologica della superficie della Luna.